# St. Leo (Minnesota)
St. Leo es una ciudad ubicada en el condado de Yellow Medicine en el estado estadounidense de Minnesota. En el Censo de 2010 tenía una población de 100 habitantes y una densidad poblacional de 146,81 personas por km².

## Geografía
St. Leo se encuentra ubicada en las coordenadas 44°43′2″N 96°3′9″O / 44.71722, -96.05250. Según la Oficina del Censo de los Estados Unidos, St. Leo tiene una superficie total de 0.68 km², de la cual 0.68 km² corresponden a tierra firme y (0%) 0 km² es agua.

## Demografía
Según el censo de 2010, había 100 personas residiendo en St. Leo. La densidad de población era de 146,81 hab./km². De los 100 habitantes, St. Leo estaba compuesto por el 98% blancos, el 0% eran afroamericanos, el 0% eran amerindios, el 0% eran asiáticos, el 0% eran isleños del Pacífico, el 0% eran de otras razas y el 2% pertenecían a dos o más razas. Del total de la población el 5% eran hispanos o latinos de cualquier raza.